# Sellin
Das Ostseebad Sellin ist eine Gemeinde auf der Insel Rügen in Mecklenburg-Vorpommern. Die Gemeinde im Landkreis Vorpommern-Rügen wird vom Amt Mönchgut-Granitz mit Sitz in der Gemeinde Baabe verwaltet.

## Geografie

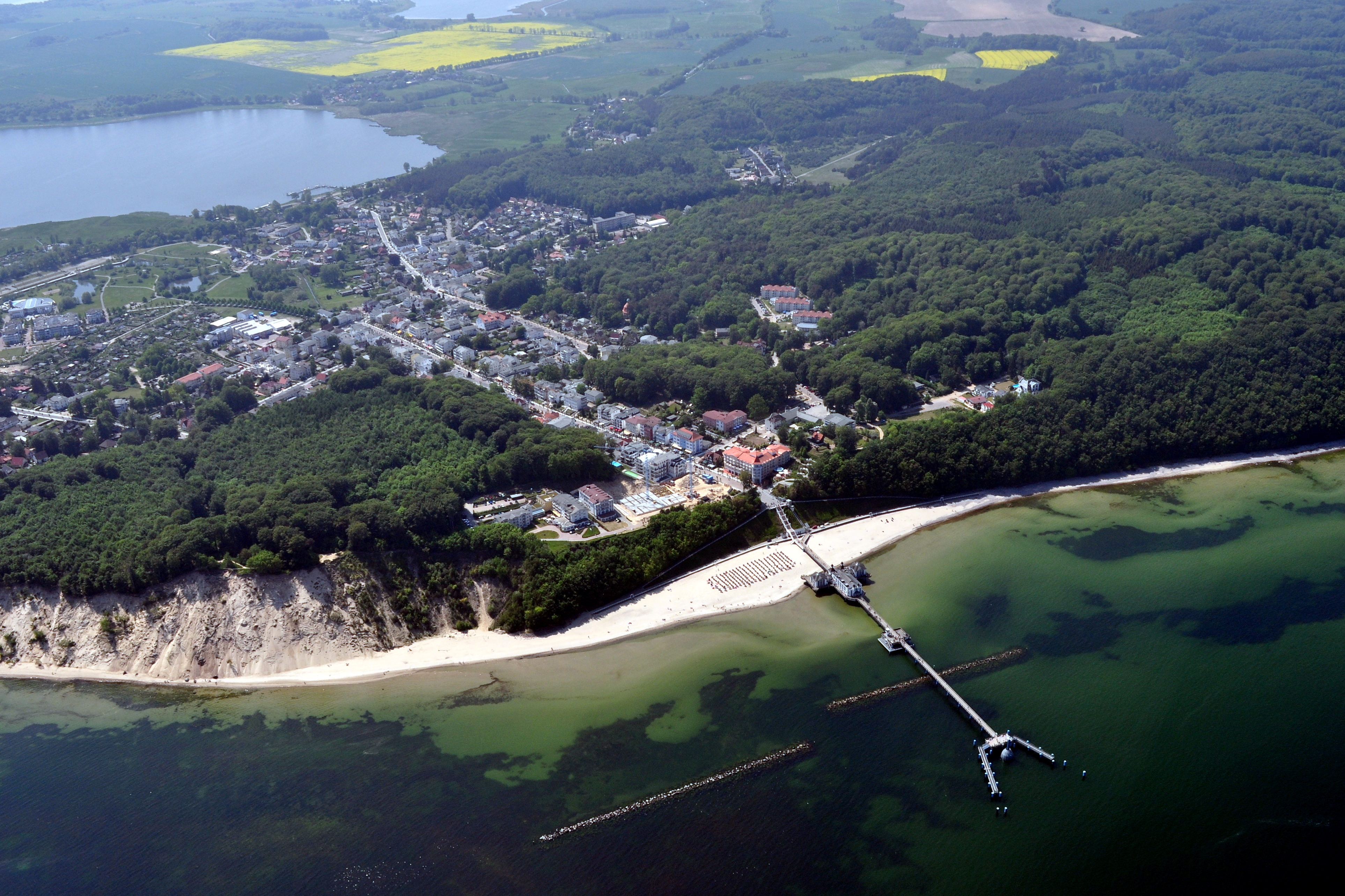
Sellin (2011)

Das Ostseebad Sellin liegt östlich eines ausgedehnten Küstenhochwaldes (der Granitz) an der Verbindung zur Halbinsel Mönchgut im Südosten Rügens. Eine weitere Besonderheit ist, dass Sellin an der Ostsee und am Selliner See liegt, der auf der Westseite Mönchguts über die Bucht des Having mit dem Greifswalder Bodden verbunden ist. Sellin zählt neben Binz und Göhren zu den bedeutendsten Badeorten auf Rügen.
Sellin und Baabe bilden für ihre Umgebung ein gemeinsames Grundzentrum.

## Gemeindegliederung
Zur Gemeinde Sellin gehören folgende Ortsteile:
|                                                         |  |  |
| - Altensien - Moritzdorf - Neuensien - Seedorf - Sellin |  |  |

## Geschichte
Der Ort Sellin wurde 1295 als Zelinische beke erstmals urkundlich erwähnt. Der Name leitet sich vom slawischen zelino für grün und bek für Bach ab. Er bedeutet also Grünbach.
Über die Jahrhunderte gehörte das Dorf der Familie von Putbus.
Der Ort war bis 1326 Teil des Fürstentums Rügen und danach des Herzogtums Pommern. Mit dem Westfälischen Frieden von 1648 wurde Rügen und somit auch das Gebiet von Sellin ein Teil von Schwedisch-Pommern. Im Jahr 1815 kam Sellin
als Teil von Neuvorpommern zur preußischen Provinz Pommern und wurde 1818 Teil des Landkreises bzw. Kreises Rügen.
Seit 1880 entwickelte sich das Dorf rasch zu einem mondänen Badeort. Im Jahr 1898 wurde der Kaufmann Hermann Holtz auf Wunsch des Fürsten zu Putbus zum Gemeindevorsteher Sellins gewählt. Später wurde er auch Vorsitzender der Kur- und Badedirektion. Auf seine Initiative entstand das Warmbad, das Gebäude der heutigen Kurverwaltung. Es entstand ein Kurpark mit Springbrunnen sowie ein Tennisplatz. 1912 erfolgte der Bau der evangelischen Gnadenkirche; im selben Jahr wurde die katholische Kirche Maria Meeresstern geweiht.
1951 wurde der Kurdirektor Rix auf offener Straße in der Nähe des Pfarrhauses ermordet. Eine Bürgerinitiative bemühte sich ab 1989, die Vorgänge um die Tat aufzuklären.
In den Jahren von 1952 bis 1955 gehörte der Ort zum Kreis Putbus, von 1955 bis 1990 zum Kreis Rügen im Bezirk Rostock. Seit dem 3. Oktober 1990 gehört die Gemeinde zum Land Mecklenburg-Vorpommern.
1953 erfolgte – wie auch in anderen Ostseebädern im Gebiet der DDR – die „Aktion Rose“, die mit Vertreibungen, Umsiedlungen und Verhaftungen auf die Enteignung privater Hotel- und Pensionsbesitzer abzielte und für fast 40 Jahre zu grundlegenden Änderungen der Eigentumsstruktur führte. 1960 brannte die Gnadenkirche zum Teil ab.
1978 wurde oberhalb des Seebads ein Erholungsheim des ZK der SED errichtet, das heutige Cliff-Hotel. Es hat ein großes Schwimmbad, Kegelbahn und Kinosaal sowie einen Fahrstuhl zum Strand.
Nach der politischen Wende des Jahres 1989 wurde die Bausubstanz des Ortes in weiten Teilen erneuert. Ab 1992 wurde die Seebrücke wieder errichtet und am 2. April 1998 offiziell eingeweiht. Im Südosten des Ortes entstand in den 1990er Jahren ein neues Wohngebiet, in dem fast ausschließlich Ferienappartements gebaut wurden. Größe und Anzahl dieser Neubauten stehen heute im Kontrast zum vormals historischen Ortsbild des Seebads.

## Bevölkerung
| Jahr | Einwohner |
| ---- | --------- |
| 1990 | 2852      |
| 1995 | 2690      |
| 2000 | 2551      |
| 2005 | 2443      |
| 2010 | 2412      |
| 2015 | 2639      |

| Jahr | Einwohner |
| ---- | --------- |
| 2020 | 2653      |
| 2021 | 2691      |
| 2022 | 2710      |
| 2023 | 2744      |

Stand: 31. Dezember des jeweiligen Jahres

## Politik

### Gemeindevertretung
Die Gemeindevertretung von Sellin besteht aus 12 Mitgliedern. Die Kommunalwahl am 9. Juni 2024 führte bei einer Wahlbeteiligung von 55,9 % zu folgendem Ergebnis:
| Partei / Wählergruppe                   | Stimmenanteil 2019 | Sitze 2019 |  | Stimmenanteil 2024 | Sitze 2024 |
| --------------------------------------- | ------------------ | ---------- |  | ------------------ | ---------- |
| Selliner Wählergemeinschaft (SWG)       | 41,2 %             | 5          |  | 48,4 %             | 6          |
| CDU                                     | 11,5 %             | 1          |  | 17,9 %             | 2          |
| FDP                                     | 20,5 %             | 3          |  | 11,2 %             | 1          |
| Bürgervereinigung Zukunft Sellin (BVZS) | 18,0 %             | 2          |  | 06,6 %             | 1          |
| Die Linke                               | 08,8 %             | 1          |  | 05,9 %             | 1          |
| ASK                                     | –                  | –          |  | 05,5 %             | 1          |
| Bürgerliste Sellin (BLS)                | –                  | –          |  | 04,7 %             | –          |
| Insgesamt                               | 100 %              | 12         |  | 100 %              | 12         |

### Bürgermeister
- 1993–2023: Reinhard Liedtke[8]
- seit 2023: Andreas Käske (Wählervereinigung Sellin)

Liedtke legte sein Amt 2023 nieder. Bei der Bürgermeisterwahl am 12. November 2023 wurde Käske mit 58 % der gültigen Stimmen zu seinem Nachfolger gewählt. Am 9. Juni 2024 wurde er ohne Gegenkandidat mit 80,0 % der gültigen Stimmen in seinem Amt bestätigt. Seine Amtsdauer beträgt fünf Jahre.

### Wappen
Das Wappen wurde am 4. November 1997 durch das Innenministerium genehmigt und unter der Nr. 144 der Wappenrolle von Mecklenburg-Vorpommern registriert.
Blasonierung: „Geteilt; oben in Blau eine fliegende silberne Möwe; unten von Schwarz und Gold geschacht.“
Das Wappen wurde von dem Weimarer Michael Zapfe gestaltet. Die untere Wappenhälfte Schwarz und Gold geschacht wurde dem Wappen der Fürsten von Putbus als langjährigen Grundherren entlehnt.

## Sehenswürdigkeiten und Kultur

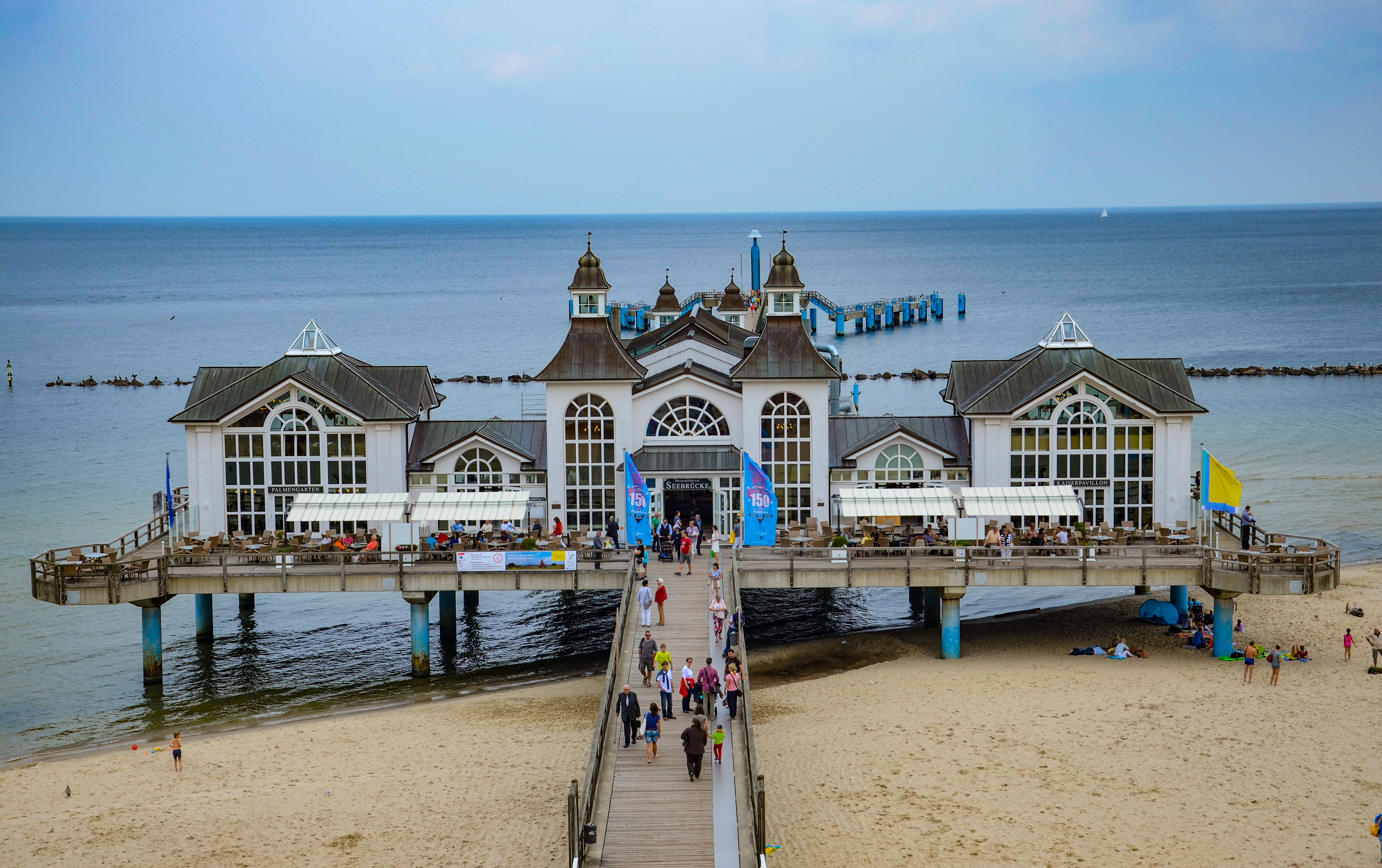
Seebrücke von Sellin

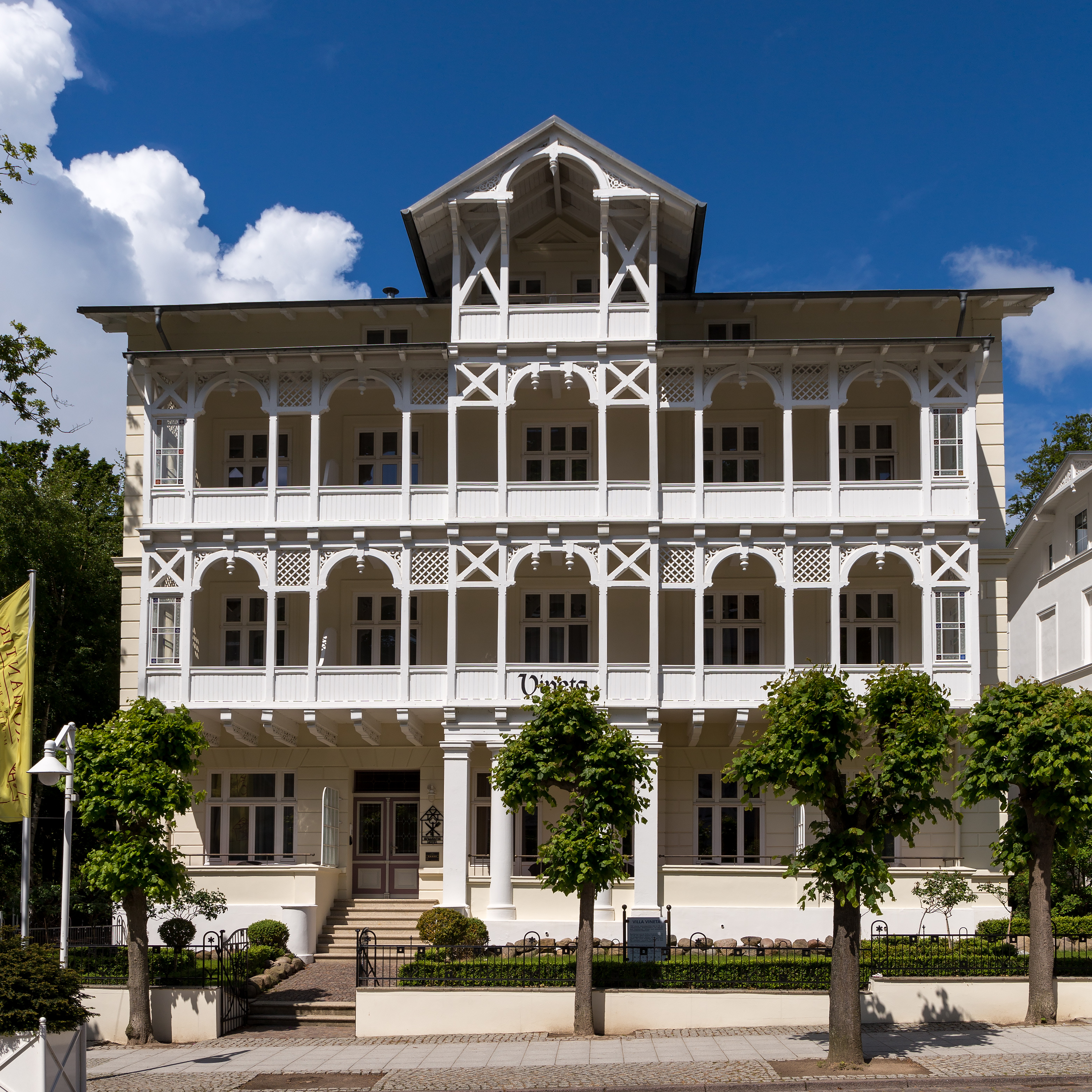
Villa Vineta (1902), Wilhelmstraße

→ Siehe auch: Liste der Baudenkmale in Sellin
- Wilhelmstraße mit Häusern aus der Ursprungszeit der Bäderarchitektur, führt bis zur 30 Meter hohen Steilküste, wo man über eine steile Treppe („Himmelsleiter“) oder im Aufzug zur Seebrücke Sellin oder zur Promenade am Südstrand gelangt
- Seebrücke Sellin, mit 394 Metern längste Seebrücke auf Rügen
- Galerie Hartwich im alten Feuerwehrhaus
- Bernsteinmuseum mit der dazugehörigen Werkstatt, 1999 eröffnet, einziges Museum seiner Art auf Rügen
- Evangelische Gnadenkirche von  1913
- Katholische Kirche Maria Meeresstern von 1912
- Bronzeskulptur Kaysa von 2014 am Selliner Südstrand
- Haus Lindequist, 1906 errichtet
- Kino im Cliffhotel, 1978 eröffnet, von 1990 bis 2010 stillgelegt, seitdem wieder regelmäßige Programmkinoveranstaltungen
- Warmbad Sellin von 1906
- Bade- und Erlebniswelt AHOI! RÜGEN
- Schwarzer See, in der Granitz gelegen, Totalreservat
- Museum Seefahrerhaus Sellin am Selliner See

## Wirtschaft und Infrastruktur

### Verkehr

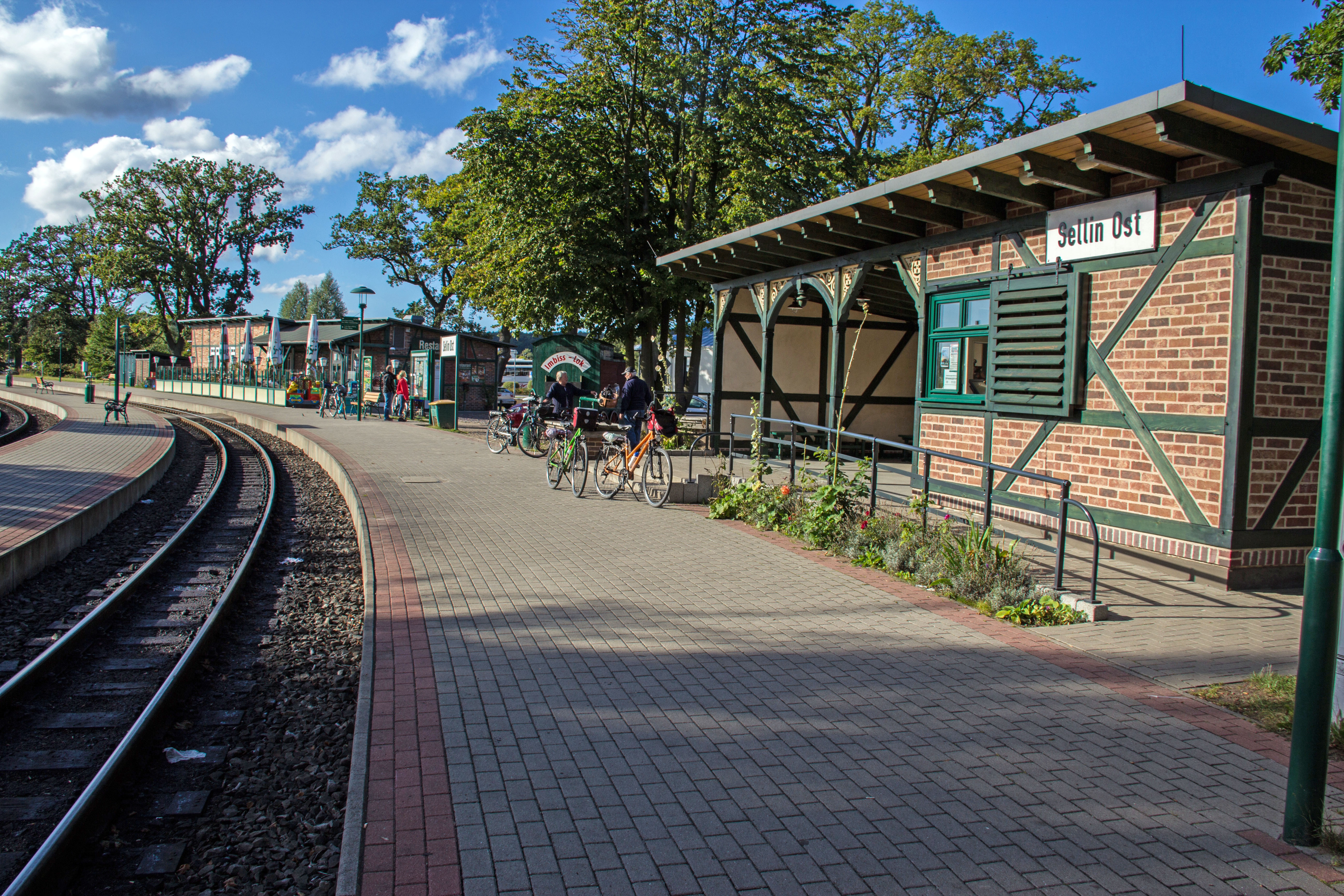
Bahnhof Sellin Ost

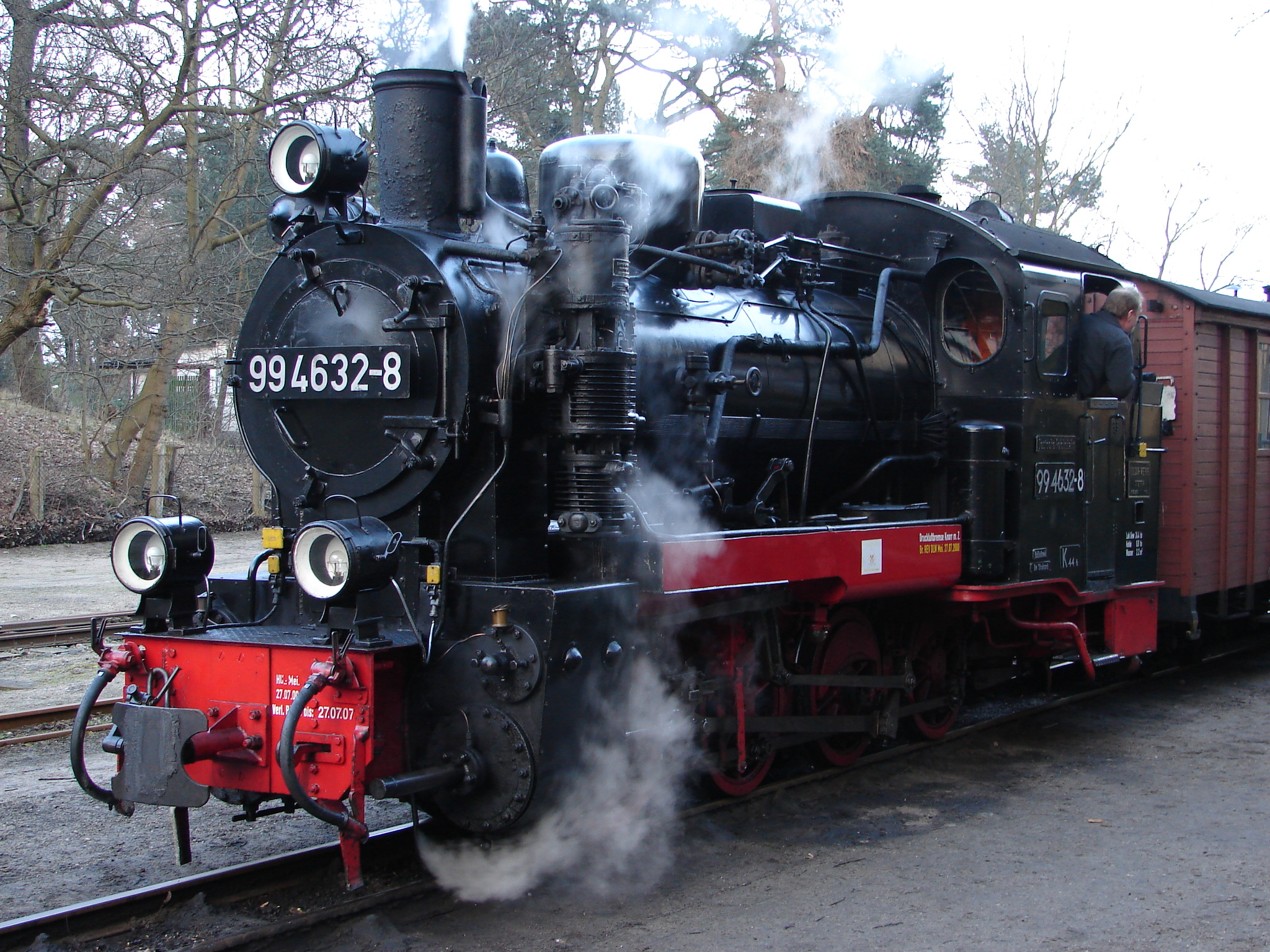
„Rasender Roland“

Sellin liegt an der Bundesstraße 196, die Bergen mit Göhren verbindet.
Im Schienenverkehr ist Sellin mit der dampfbetriebenen Schmalspurbahn Rasender Roland erreichbar, die von Putbus nach Göhren fährt. Zwischen Binz und Göhren besteht im Sommer Stundentakt. Die Züge führen Gepäckwagen zum Fahrradtransport, sowohl in Sellin West als auch in Sellin Ost (Strand, Wilhelmstraße usw.) existieren Stationen.
Die Buslinie 20 (Klein Zicker – Göhren – Binz – Sassnitz – Königsstuhl) der Verkehrsgesellschaft Vorpommern-Rügen verbindet die Gemeinde mit den Orten der Umgebung. In der Sommersaison verkehren die Busse zwischen Binz, Sellin und Göhren morgens und nachmittags alle 15 Minuten, abends bis Mitternacht. Einzelne Fahrten bieten im Sommer zusätzlich die Möglichkeit zum Fahrradtransport. Die Ortsbuslinie 25 verkehrt saisonal; sie erschließt den Zentralort und verkehrt darüber hinaus nach Seedorf und Moritzdorf.
In Sellin verkehrt ferner eine straßengebundene Bäderbahn, die den weitläufigen Ort mit dem Strand verbindet. Alle öffentlichen Straßenverkehrsmittel sind mit der Kurkarte kostenlos benutzbar.
Im Schiffsverkehr werden von der Seebrücke aus vor allem Besichtigungsfahrten zu den Kreidefelsen und zu den benachbarten Seebädern angeboten.

### Wander- und Radwege
Angesichts der guten Anbindung an Bus und Schiene ist Sellin ein viel genutzter Ausgangspunkt für Küstentouren und Waldwanderungen durch die Granitz. Von der Seebrücke aus kann wahlweise am Ostseestrand oder auf einem Hochuferweg nach Baabe und von dort weiter bis Göhren gewandert werden. In nördlicher Richtung führt ein Hochuferweg nach Binz, auf halbem Weg lässt sich an der Ufersicht Waldhalle ein Abstecher zum Schwarzen See (Granitz) machen. Inseleinwärts erreicht man von der Evangelischen Gnadenkirche über Witbös und Blieschow (Lancken-Granitz) das Jagdschloss Granitz. 
Per Fahrrad ist Sellin an den Ostseeküsten-Radweg angeschlossen, der als europäische EuroVelo-Route rund um die Ostsee führt.

### Bildung und Soziales
- Grundschule Sellin, Granitzer Str. 1 b
- CJD Christophorusschule Rügen, kooperative Gesamtschule, Granitzer Straße 1b
- Kindertagesstätte „Olga Benario Prestes“, Weißer Steg 2
- Kindertagesstätte der Kurklinik, Kurweg 1

## Trivia
Sellin ist Handlungsort mehrerer Unterhaltungsromane, so etwa von Der Strandvogt von Jasmund (1860) von Philipp Galen, Gustel Wildfang (1900) von Luise Glaß, Der Klub der Toten (1923) von Walther Kabel und Professors Zwillinge in der Waldschule (1925) von Else Ury.
Auch als Drehort von Serien und Filmen erfreut sich Sellin großer Beliebtheit. Als Kulisse dient der Ort u. a. in Vergiss dein Ende (2011), Die Männer der Emden (2011) sowie Große Fische, kleine Fische (2015). Auch das Musikvideo zur Single Foot of the Mountain (2009) der norwegischen Band A-ha wurde teilweise in Sellin gedreht. Die genannten Filmproduktionen wurden allesamt durch die MV Filmförderung unterstützt.

## Persönlichkeiten

### In Sellin geborene Persönlichkeiten
- Dieter Hoffmann (1934–2005), Politiker (SPD)
- Gerhard Trost (1935–2013), Gebrauchsgrafiker

### Persönlichkeiten, die in Sellin gewirkt haben oder wirken
- Richard Kund (1852–1904), Offizier und Forschungsreisender
- Therese Roßbach (1861–1953), Stifterin und Sozialpädagogin
- Friedrich von Lindequist (1862–1945), Kolonialbeamter des Deutschen Reichs und Vorsitzender der Verwaltungsrates der Deutschen Evangelischen Missions-Hilfe
- Friedrich Arenhövel (1886–1954), Schriftsteller
- Hans Knospe (1899–1999), Fotograf, der besonders das Strandleben und die Badefreuden festhielt, erster Ehrenbürger Sellins